# 1180年
| 千纪： | 2千纪 |
| 世纪： | 11世纪 \| 12世纪 \| 13世纪                                                                                       |
| 年代： | 1150年代 \| 1160年代 \| 1170年代 \| 1180年代 \| 1190年代 \| 1200年代 \| 1210年代                                 |
| 年份： | 1175年 \| 1176年 \| 1177年 \| 1178年 \| 1179年 \| 1180年 \| 1181年 \| 1182年 \| 1183年 \| 1184年 \| 1185年       |
| 纪年： | 庚子年（鼠年）；西夏祐十一年；大理盛德五年；金大定二十年；西辽天喜三年；南宋淳熙七年；越南貞符五年；日本治承四年 |

## 大事记
- 日本
  - 高仓天皇退位，安德天皇继位。
  - 5月26日——以仁王舉兵，以仁王和源賴政計畫打倒平氏，戰況失利。
  - 9月14日——石橋山之戰，源賴朝軍與平氏軍戰於相模國，源賴朝敗走安房。
  - 11月9日——富士川之戰，由平維盛所領軍的平氏大軍在富士川一地與源賴朝的軍隊遭遇，平維盛不戰而退。
  - 11月——源賴朝在鐮倉設置侍所，被視為幕府政治的濫觴。

- 法国
  - 11月18日——腓力二世加冕为法国国王。
  - 聖塞寧聖殿完工。

- 耶路撒冷王國
  - 呂西尼昂的居伊與耶路撒冷國王鲍德温四世的姐姐西比拉結婚。

## 出生
- 8月6日——后鸟羽天皇，日本第82代天皇（逝世于1198年，18岁）

## 逝世
- 9月18日——路易七世，法國卡佩王朝國王。（1121年出生，59岁）
- 9月24日——曼努埃爾一世，拜占庭帝國科穆寧王朝的皇帝，此後拜占庭帝國國力轉衰。
- 张栻，宋朝理学家和教育家。（1133年年出生，47岁）
- 陸九齡，宋朝心學家，陸九淵之五兄。
- 源賴政，攝津源氏源仲政長子。（1104年出生，76岁）
- 以仁王，後白河天皇第三皇子。（1151年出生，29岁）